# Алленсбах
Алленсбах (нім. Allensbach) — громада в Німеччині, знаходиться в землі Баден-Вюртемберг. Підпорядковується адміністративному округу Фрайбург. Входить до складу району Констанц.
Площа — 26,53 км2. Населення становить 7162 ос. (станом на 31 грудня 2020).